# Karl Schwarzl
Karl Schwarzl (Johann Carl Schwarzel) (* 19. Februar 1746 in Eggendorf  am Wagram; † 4. März 1809 in Freiburg im Breisgau) war ein deutscher katholischer Theologe.

## Leben
Der Sohn eines wohlhabenden Bauern wurde von den Eltern zum Geistlichen bestimmt. Nachdem er einige Jahre in der Seelsorge tätig gewesen war, wurde er 1779 zum Professor der Polemik, Patristik und theologischen Literaturgeschichte an der Universität Innsbruck. Im selben Jahr wurde er Universitätsbibliothekar, 1781 übernahm er das Amt eines Geistlichen Rats des Fürstbischofs von Brixen und wurde zum Doktor der Theologie promoviert.
Am 8. Dezember 1781 weigerte er sich, den Eid auf die unbefleckte Empfängnis abzulegen, der nach den Statuten der Universität alljährlich an diesem Tage abgelegt wurde. Joseph von Spaur, der damalige Fürstbischof von Brixen, als Kanzler der Universität, versuchte daraufhin ihn zu entlassen. Die Angelegenheit kam dem aufgeklärten Kaiser Joseph II. zu Ohren, der daraufhin am 3. Juni 1782 diesen Eid in allen deutschen Erbländern abschaffte. Nachdem im Jahr 1783 die Universität Innsbruck wieder zum Lyzeum gewandelt worden war, ging er als Professor der Polemik und theologischen Literaturgeschichte an die Universität Freiburg.
Zugleich wurde er Examinator bei den Konkursprüfungen sowie Pfarrer in Lehen und Betzenhausen und 1785 Professor für Pastoraltheologie. Von 1788 bis 1789 war er Rektor der Universität Freiburg. 1805 wurde er Pfarrer am Freiburger Münster und Direktor der allgemeinen Schule, wo er noch Katechetik und Pädagogik bis zu seinem Tod lehrte.
Schwarzl war als Freimaurer Stifter und Meister vom Stuhl der Loge Zu den drei Flammen in Innsbruck und Mitbegründer der Freimaurerloge Zur edlen Aussicht in Freiburg, deren Meister vom Stuhl er 1786/87 war.
Karl Schwarzls pastoraltheologische, katechetische und liturgische Werke sind beeinflusst vom Jansenismus und der katholischen Aufklärung. Sie fanden insbesondere in der katholischen Ausgestaltung der Pastoraltheologie als Universitätsdisziplin Beachtung.

## Werke
- Ultimatum Vale Cleri Passaviensis ad Josephum, Comitem ab arco, Episcopum Hipponensem. Vindob. 1776
- Lobrede auf den heiligen Norbert. Innsbruck 1779
- Elenchus SS. Patrum ordine alphabetico. Oenip. 1780
- Hirtlicher Unterricht von der christlichen Gerechtigkeit; eine Übersetzung der Hirtenbriefe des Erzbischof Rastignac. Innsbruck 1780
- Trauerrede auf die Röm. Kaiserin Maria Theresia. Augsburg 1781
- Unterricht von der Andacht zum Herzen Jesu, wie sie im wahren Verstande zu nehemen sei. Augsburg 1781
- Catalogus duplicatorum in Bibliothecae Caesareo. Theresiana. 1781
- Praelectiones theologiae polemicae. Vindob. 1781
- Acta Congregationis Archiepiscoprum et Episcoporum Hetruriae Floentiae anno 1787; ex in Latinum translata. Tom. I–IV. Bamberg 1790–1795
- Practischer Religionsunterricht zum Gebrauch katechetischer Vorlesungen. Ulm 1796 2. Bd.
- Die Psalmen Davids, frei aus dem Hebräischen übersetzt, zum Gebrauch der Andacht; mit beigesetzten lateinischen Texte. Augsburg 1798
- Anleitung zu einer vollständigen Pastoraltheologie. Augsburg 1799–1800 3. Bd.
- Ueber die Menschwerdung Jesu Christi; eine academische Rede, gehalten am Weihnachtshefte 1799 auf der hohen Schule zu Freyburg, als der neu errichtete Universitätsgottesdienst in der academischen Kirche daselbst feierlichst eröffnet wurde. Augsburg 1800
- Uebersetzung und Auslegung des Neuen Testaments, nach seinem buchstäblichen und moralischen Inhalt, zum Gebrauch der Prediger und Religionslehrer; nach der höchsten Willensmeinung des gnädigen Fürstenbischofs von Constanz, Carl Theodor, Freiherrn von Dalberg. Ulm 1802–1805 6. Bd.
- Zwo Gelegenheitsschriften über die wichtigsten Gegenstände Religion und Sittenlehre. Augsburg 1805
- Ueber die Nothwendigkeit der katholischen Kirchenversammlung sammt einem Anhange von den päbstlichen Concordaten. Ein Wert seiner Zeit. Augsburg 1808
- Versuch eines deutschen Rituals, mit Beibehalt relig. Alterthums und Beisetzung einiger anpassendenneueren Verbesserungen sammt einen Anhange über die in der katholischen Kirche üblichen Segenssprüche, nach den Grundsätzen des Alterthums. Augsburg 1809